# Moluche
Il Moluche, o Nguluche, è un dialetto della lingua Mapuche mapudungun, e rappresenta anche l'etnonimo dei popoli Mapuche che lo parlano. All'inizio della conquista del Cile da parte dell'impero spagnolo, i Moluche vivevano in quella che oggi è chiamata Regione dell'Araucanía. I Moluche erano chiamati Araucanos dagli spagnoli. 
I discendenti dei Moluche, dei Pehuenche e degli Huilliche migrarono in Argentina nei secoli che seguirono la conquista, fondendosi con le tribù locali. Questa Araucanizzazione fece in modo che la loro lingua diventasse la più comunemente parlata nella regione.